# Eusphalerum tenenbaumi
Eusphalerum tenenbaumi är en skalbaggsart som först beskrevs av Max Bernhauer 1932.  Eusphalerum tenenbaumi ingår i släktet Eusphalerum, och familjen kortvingar. Arten har ej påträffats i Sverige.